# Sniper 3
Série Sniper
Sniper 2
(2002) Sniper: Reloaded
(2011)
Pour plus de détails, voir Fiche technique et Distribution.
Sniper 3 est un film d'action américain réalisé par P.J. Pesce, sorti en 2004.
Il s'agit du 3e volet de la série de films Sniper.